# ابرار ورزشی
ابرار ورزشی اولین روزنامه ورزشی ایران است. دوران طلایی این روزنامه با سردبیری اردشیر لارودی، سردبیر نامدار ایران سپری شد، در دهه ۷۰ شمسی که این روزنامه از پر تیراژترین نشریات ایران بود، نسلی از روزنامه‌نگاران و کارشناسان نامدار ورزشی در ابرار ورزشی کار کرده‌اند، از جمله روزنامه‌نگارانی همچون زنده‌یاد تورج لارودی ﴿کارشناس کشتی﴾، محسن ابراهیمی (ایجنت رسمی فیفا)، امیر حسین فرخ مهر، علیرضا رستگار، فرهاد کاس‌نژاد (روزنامه‌نگار مقیم کانادا)، علی حق‌شناس،علی ایلانلو، پژمان نوزاد (روزنامه‌نگار مقیم آمریکا)، فرشاد کاس‌نژاد (دبیر تحریریه روزنامه ایران ورزشی)، پوریا ژافره (خبرنگار BBC)، عادل فردوسی‌پور ﴿مجری برنامه ۹۰ در شبکه ۳ سیما﴾، بردیا افشین، پیام یونسی‌پور، علی بحرینی ﴿ترانه‌سرا﴾، امیر یزدجردی، اسماعیل راستی، حبیب چرندابی، احسان امانی، سعید میرزا شفیع، افشین رضاپور، غفور هاشمی، افشین عبدالهیان، فروغ آسمانی، فراز کمالوند﴿سرمربی سابق تیم تراکتورسازی در لیگ برتر فوتبال ایران﴾، مهوش عبودی، رضا خسروی، محمد محمد پور، هومن جعفری، حمید صادق زاده، مسعود حسینی، محمد حسین زرندی، حامد فرضعلی بیک، رضا کرمی و…
در ابرار ورزشی علی کاوه عکاس بود و احمد عربانی کاریکاتوریست. ابرار ورزشی با جدایی این تیم روزنامه‌نگاری در دهه ۸۰ شمسی با نزول کیفیت مواجه شد. جمعی از شاگردان لارودی از جمله فرهاد کاس‌نژاد، فرشاد کاس‌نژاد، محسن ابراهیمی، پیام یونسی‌پور سپس روزنامه جهان فوتبال را منتشر کردند، روزنامه اثرگذار ورزش ایران در دهه ۸۰.
ابرار ورزشی یکی از روزنامه‌های منتشره در ایران است.